# تهران ۱۱–۵۹۵ ج ۴۸
تهران ۱۱ که معروف به خودروی تهران ۱۱ یا پراید تهران ۱۱ نیز بود، یک مجموعهٔ تلویزیونی ایرانی به کارگردانی مرضیه برومند است که طی سالهای ۱۳۷۶–۱۳۷۵ ساخته و از شبکه تهران پخش شد.

## خلاصه داستان
در هر قسمت از این مجموعهٔ تلویزیونی، همراه با یک اتومبیل پراید هاچ‌بک که خرید و فروش می‌شود، به زندگی آدم‌های مختلفی با ماجراهای گوناگون وارد می‌شویم. این سریال در ۱۴ قسمت ۴۵ دقیقه‌ایساخته شده بود که عناوین آن به شرح زیر است:
1. سیگار ممنوع
2. تصادف
3. پلوور بنفش
4. نامزدی
5. تحقیق
6. یک قرار مهم
7. مادر
8. جمعه
9. صاحبخانه
10. یک هفته، یک قرن
11. همسایه‌ها قسمت۱
12. همسایه‌ها قسمت۲
13. دردسر
14. سرانجام

## بازیگران و عوامل تولید

### فهرست کامل هنرمندان ثابت و میهمان
1. امرالله صابری
2. محمود بصیری
3. سیروس گرجستانی
4. نیما بانکی
5. محسن حاجیلو
6. لادن رضاجویی
7. فرخ‌لقا هوشمند
8. مریم سعادت
9. شهرام(ابراهیم)قائدی
10. رضا بابک
11. ثریا قاسمی
12. افسانه چهره‌آزاد
13. مجید مشیری
14. زهره مجابی
15. امیرحسین صدیق
16. مرتضی احمدی
17. پرویز پورحسینی
18. سروش خلیلی
19. ابراهیم‌آبادی
20. ملکه رنجبر
21. حسن دادشکر
22. رسول نجفیان
23. فتحعلی اویسی
24. راضیه برومند
25. بهرام شاه‌محمدلو
26. اکبر دودکار
27. نورمحمد ذوالفقاری
28. مختار سائقی
29. مانی نوری
30. فهیمه راستکار
31. بهروز بقایی
32. هنگامه مفید
33. ناصر گیتی‌جاه
34. رضا ژیان
35. حمید جبلی
36. رضا فیاضی
37. پروین سلیمانی
38. سوسن مقصودلو
39. باقر صحرارودی
40. پروین میکده
41. مرضیه برومند
42. رضا کرم‌رضایی
43. بهزاد خداویسی
44. مهری ودادیان
45. لاله صبوری
46. علی عمرانی
47. فریبا جدی‌کار
48. حمیده خیرآبادی
49. داوود رشیدی
50. احمدرضا اسعدی
51. مریم امیرجلالی
52. مهتاب نصیرپور
53. پری امیرحمزه
54. محمدرضا زندی
55. محمدعلی ورشوچی
56. گیتی معینی
57. فریده سپاه‌منصور
58. اقدس صحت‌بخش
59. نگار آذربایجانی
60. اکبر هنرمند
61. رحیم رحیمی
62. شهین نجف‌زاده
63. فاطمه دانش‌زاد
64. شعبان(حسین)رنگی وند
65. علی زرینی
66. ایرج نریمانی
67. محمدرضا نوروز
68. ابراهیم شجاعی
69. نجفعلی هادی
70. محمد اعلمی
71. شاهپور کلهر
72. رضا سعدان
73. لیلا موسوی
74. الکا هدایت
75. هاشم روحانی
76. دانیال حقیقت
77. طاهره طائفی
78. ساقی شاه‌مرادی
79. مجید صباغ‌بهروز

دیگر بازیگران به ترتیب حروف الفبا:

1. شهلا	اتکاء
2. ایمان	احمدی
3. میترا	اسفندیاری
4. محمدقلی	افشاری
5. رضا	اکبری
6. اسماعیل	امینی
7. المیرا	انصاری
8. فریبرز	اورنگیان
9. نسترن	ایرانپوی
10. مریم	آژنگ
11. امیر	بلکامه
12. بهروز	بهرام‌وند
13. فرشید	بهزاد
14. امیر	بوریا باف
15. اعظم	بوریا باف
16. کریم	پاکدل
17. احمد	پاوپر
18. قادر	پزشکی
19. سلما	پورامین
20. گلشن	پیرخانقاه
21. زینب	ترابی‌آذر
22. ام‌البنین	تمجیدی
23. علیرضا	تن
24. حدیثه	تن
25. حبیب	ثامنیه
26. کورش	جورابلو
27. علیرضا	جوکار
28. احمد	چراغانی
29. نرگس	چیلان
30. کرم	چیلان
31. بهروز	حاجی‌زاده
32. محمد	حبیب‌پور
33. محمد	حسینی
34. لیلا	حق‌پناه
35. حجت‌الله	خدابنده‌لو
36. محمد	خطیبی
37. احمد	رجبی
38. عرشیا	رستمی
39. آذر	رسولی
40. احمد	رنجبر
41. بهرام	رنگینوند
42. حمید	روحی
43. امیر	روحی
44. محمد	روحی
45. هوشیار	سعدان
46. امیرحسین	سلیمانی
47. رانا	سلیمی
48. بهروز	سیدلو
49. اسماعیل	سیدلو
50. دانیال	شریفی
51. حسین	شفیعی
52. امیر	شکوهی
53. زهرا	شمس‌الدینی
54. عبدالمحمد	شناور
55. علی	شهبازی
56. لیلی	شیرمرد
57. علی‌اصغر	صادقی
58. بهروز	صحیحی
59. نادر	صحیحی
60. اردشیر	صداقت
61. فریبرز	صدیق
62. ابوالفضل	صدیق
63. رضا	طالاری
64. میلاد	طالاری
65. پروانه	عباسی
66. فاطمه	عباسی
67. غلامحسین	عرفانیان
68. علی	فاخر
69. حمیدرضا	فاروقی
70. رؤیا	فتاحی
71. ندا	فتح‌الله‌زاده
72. میترا	فتحی
73. ناصر	فرهمند
74. مه زاد	فیاضی
75. مهرداد	فیاضی
76. قاسم	قاسمی
77. نسیم	قریه
78. محمدحسین	قشمی
79. ابوالقاسم	قلی‌بیگیان
80. شیرین	قلی‌زاده
81. خانم	قنادزاده
82. نوید	قنبریان
83. نوبر	قنبریان
84. مهدی	کارگزار
85. رضا	کاظمی نژاد
86. داود	کوهستانی
87. الهام	گورکانی
88. رضا	گورگاهی
89. مهین	گورگاهی
90. مهدی	گیاهی
91. سید محمد	مأموری
92. تقی	مثنی
93. آروین	محتشمی
94. ملینا	محتشمی
95. سینا	محمد
96. سیدحسن	مدنی
97. امیرعلی	معصومی
98. غلامرضا	مقدسی
99. محسن	مقدسی
100. خدیجه	مقدسی
101. خدیجه	مقدم
102. غلامعلی	مهدوی
103. شیوا	موسوی
104. گلرخ	میلانی
105. اصغر	مینائیان
106. نورمحمد	نجاری
107. احمد معین	نجف‌آبادی
108. محمدرضا	نجفی
109. علی	نظری
110. کتایون	نوری‌گهر
111. مجتبی	نیکگو
112. محمد	هجرت
113. مهدی	هورشید
114. یونس	یزدی
115. فرشته	یزدی

### عوامل تولید
- کارگردان: مرضیه برومند
- فیلمنامه: حمید جبلی، مرضیه برومند، نسرین دوشیری
- مدیر تصویرداری: مصطفی احمدیان
- صدا: نادر رضایی
- نور: فرهاد مافی
- تدوین: مجید فخرایی‌نژاد
- موسیقی: بهرام دهقانیار
- طراحان لباس: شهین نجف‌زاده، تهمینه میرمیرانی
- طراحان صحنه: محسن شاه‌ابراهیمی، تهمینه میرمیرانی
- گریم: مهین نویدی، بابک شعاعی
- منشی صحنه: عذرا پورمند
- عکس: مجید صباغ‌بهروز
- تیتراژ: نیما بانکی، ساسان فارسانی
- دستیار کارگردان و برنامه‌ریز: امیرحسین صدیق، نورمحمد نجاری
- مجری طرح: منصور فخرزاده
- مدیر تولید: محمدرضا نجفی
- تهیه‌کننده: وحید نیکخواه‌آزاد
- محصول: «فیلم روز» در شبکه تهران
- سال تولید: ۱۳۷۶–۱۳۷۵